# Carlos Prieto Sierra
Carlos Prieto Sierra (Ciudad de México, 10 de abril de 1954) es rector de la Escuela Bancaria y Comercial y autor de diversos libros sobre Emprendimiento y Negocios.

## Semblanza
El Dr. Prieto tiene una formación académica (Licenciatura y Maestría) en el área de Administración de Empresas. Adicionalmente, cuenta con estudios doctorales en Innovación educativa.
En su vida profesional, los últimos treinta años los ha dedicado a trabajar en el segmento de la educación. A lo largo de estos años, el Dr. Prieto ha sido catedrático, investigador, autor de diferentes libros y materiales de estudio; igualmente, ha sido conferencista tanto en México como en el extranjero sobre temas de Innovación y Tecnología Educativa; así como en política educativa en el Senado de la República. De la misma manera, se ha desempeñado en diferentes puestos directivos dentro de la Escuela Bancaria y Comercial, en donde hoy ocupa el puesto de Rector. 
Dentro de la línea empresarial, el Dr. Prieto ha sido operador,  promotor, directivo y consejero  de diferentes organizaciones privadas relacionados con la banca, la industria automotriz, la industria inmobiliaria, hotelera, electrónica y la editorial; De la misma manera, ha participado en organismos deportivos e instituciones altruistas sin fines de lucro.
Recientemente el Dr. Prieto fue nombrado  Caballero de la Orden Nacional del Mérito por parte del Gobierno Francés.